# Sthenictis
Sthenictis — вимерлий рід ссавців із родини мустелових. Жив у Північній Америці й Азії в епоху міоцену.
Ноги були довгими й сильними. Зубний ряд характеризується простими й тонкими премолярами. Перший екземпляр оцінили в 13,7 кілограма. Для другого екземпляра була оціночна вага 5,98 кілограма.